# Манухов Микита Сергійович
Микита Сергійович Манухов (рос. Никита Сергеевич Манухов; 28 червня 1989, м. Свердловськ, СРСР) — російський хокеїст, захисник. Виступає за ЦСК ВВС (Самара) у Вищій хокейній лізі.
Вихованець хокейної школи «Кедр» (Новоуральськ). Виступав за «Кедр» (Новоуральськ), «Автомобіліст» (Єкатеринбург), «Кедр» (Новоуральськ), «Авто» (Єкатеринбург), «Мечел» (Челябінськ), «Рязань», «Южний Урал» (Орськ).